# Рушуха
Рушуха́ (анд. Рущуха) — село (хутор) в Ботлихском районе Дагестана. Входит в состав сельского поселения Сельсовет «Мунинский».

## География
Расположено в 7 км к северо-востоку от села Ботлих.

## Население
| 1926 | 1939 | 1970 | 1989 | 2002 | 2010 | 2021 |
| ---- | ---- | ---- | ---- | ---- | ---- | ---- |
| 47   | ↗63  | ↘17  | ↗37  | ↗60  | ↘57  | ↘49  |